# Ґротув (Мазовецьке воєводство)
Ґротув (пол. Grotów) — село в Польщі, у гміні Бельськ-Дужий Груєцького повіту Мазовецького воєводства.
Населення — 78 осіб (2011).
У 1975-1998 роках село належало до Радомського воєводства.

## Демографія
Демографічна структура станом на 31 березня 2011 року:
|          | Загалом | Допрацездатний вік | Працездатний вік | Постпрацездатний вік |
| -------- | ------- | ------------------ | ---------------- | -------------------- |
| Чоловіки | 37      | 7                  | 26               | 4                    |
| Жінки    | 41      | 9                  | 22               | 10                   |
| Разом    | 78      | 16                 | 48               | 14                   |